# Wahy
Wahy (en árabe: وحي) significa revelación. En el contexto islámico, se refiere a las revelaciones e inspiraciones que Dios (Alá) ha hecho a sus profetas, para que las transmitan a toda la humanidad. En el Islam el Corán es considerado un Wahy dado a Mahoma. Se trata de una forma de revelación más elevada que Ilhaam, que es otra forma de revelación prácticamente indistinguible. Ilhaam se utiliza a menudo para la revelación experimentada por un wali pero no se considera perfecta y se rechaza si entra en conflicto con la Sharia. Wahy sí es tenido por impecable. El significado literal de la palabra Ilhaam es tragar o beber. Pero cuando esta palabra se utiliza en relación con Dios, significa wahee, revelación o envío de palabra.

## Etimología
Wahy deriva de awha (أوحى), que aparece con distintos matices en el Corán, pero siguiendo la idea de inspirar, dirigir o guiar a alguien; además de como revelación aparece como:
- Instinto (por ejemplo el que guía a las abejas),[2]
- Inclinación natural asumida (como la de las madres a cuidar a los hijos),[3]
- Guía por signos,[4]
- Guía divina,[5]
- Asunción de una obligación (como la que inclina a obedecer instintivamente a un superior).[6]

## Descripción de Wahy
Se dice que Mahoma tenía misteriosas convulsiones en los momentos de inspiración. Welch, un especialista en estudios islámicos, afirma en la Enciclopedia del Islam que la descripción de esos momentos debe considerarse como auténtica, ya que es improbable que se hayan inventado más tarde por los musulmanes. Según Welch, estos éxtasis deberían haber sido, para quienes le rodeaban, la más convincente evidencia del origen sobrehumano de la inspiración. No obstante, los enemigos de Mahoma lo acusaron de poseído, adivino, o mago, ya que estas experiencias daban una impresión similar a las de aquellos charlatanes bien conocidos en la antigua Arabia. Welch dice que sigue siendo incierto si Mahoma tenía esas experiencias antes de que comenzara a verse a sí mismo como un profeta y, en caso afirmativo, cuánto tiempo tuvo que tales experiencias.